# موئت هنسی
موئت هنسی (به فرانسوی: Moët Hennessy) یک شرکت هلدینگ است که بخش شراب و مشروبات الکلی گروه ال‌وی‌ام‌اچ را تشکیل می‌دهد. موئت هنسی که در ابتدا از دو شرکت موئت اند شاندون و هنسی تشکیل شده بود، اکنون ۲۵ برند از جمله وو کلیکو، کروگ، دام پرینیون، روینارت، گلنمورانژی و بلودر را گرد هم آورده است.